# じゃじゃ馬ならし

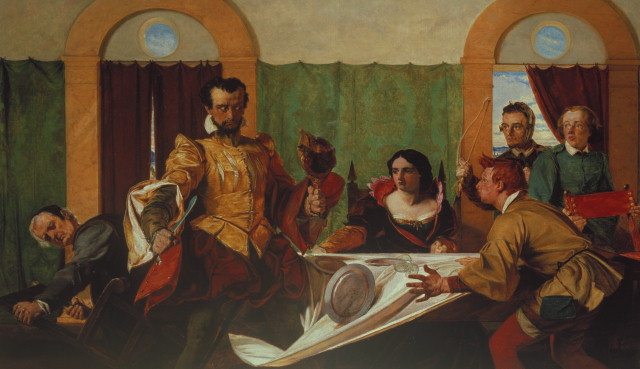
『じゃじゃ馬ならし』 オーガスタス・エッグ画

『じゃじゃ馬ならし』（英原題：The Taming of the Shrew）は、ウィリアム・シェイクスピアによる喜劇。シェイクスピアの初期の戯曲の1つであり、1594年に執筆されたと考えられている。
導入部分がついた枠物語としてはじまる芝居であり、この戯曲ではいたずら好きな貴人がクリストファー・スライという名の酔っ払った鋳掛屋をだまして、スライ自身が実は貴族なのだと信じさせようとする。この貴人はスライの気晴らしのために芝居を上演させる。
主筋はペトルーチオがかたくなで強情なじゃじゃ馬キャタリーナに求愛する様子を描くものである。最初はキャタリーナはこの関係に気乗りがしないが、ペトルーチオは食べさせない、眠らせないといったさまざまなやり方で相手を心理的に苦しめて、キャタリーナを望ましく従順でおとなしい花嫁にする。脇筋はキャタリーナの妹で「理想的な」女性に見えるビアンカをめぐる求婚者たちの争いを描く。この芝居がミソジニー的かそうでないかについては、とくに現代の研究者、観客、読者のあいだでも非常に議論がある。
『じゃじゃ馬ならし』は何度も映画、オペラ、バレエ、ミュージカルなどに翻案されている。最も有名なのはおそらくコール・ポーターの『キス・ミー・ケイト』と、エリザベス・テイラーとリチャード・バートンが主演した1967年の映画版『じゃじゃ馬ならし』である。1999年に作られた高校を舞台にするコメディ映画『恋のからさわぎ』もこの戯曲を翻案したものである。

## 登場人物

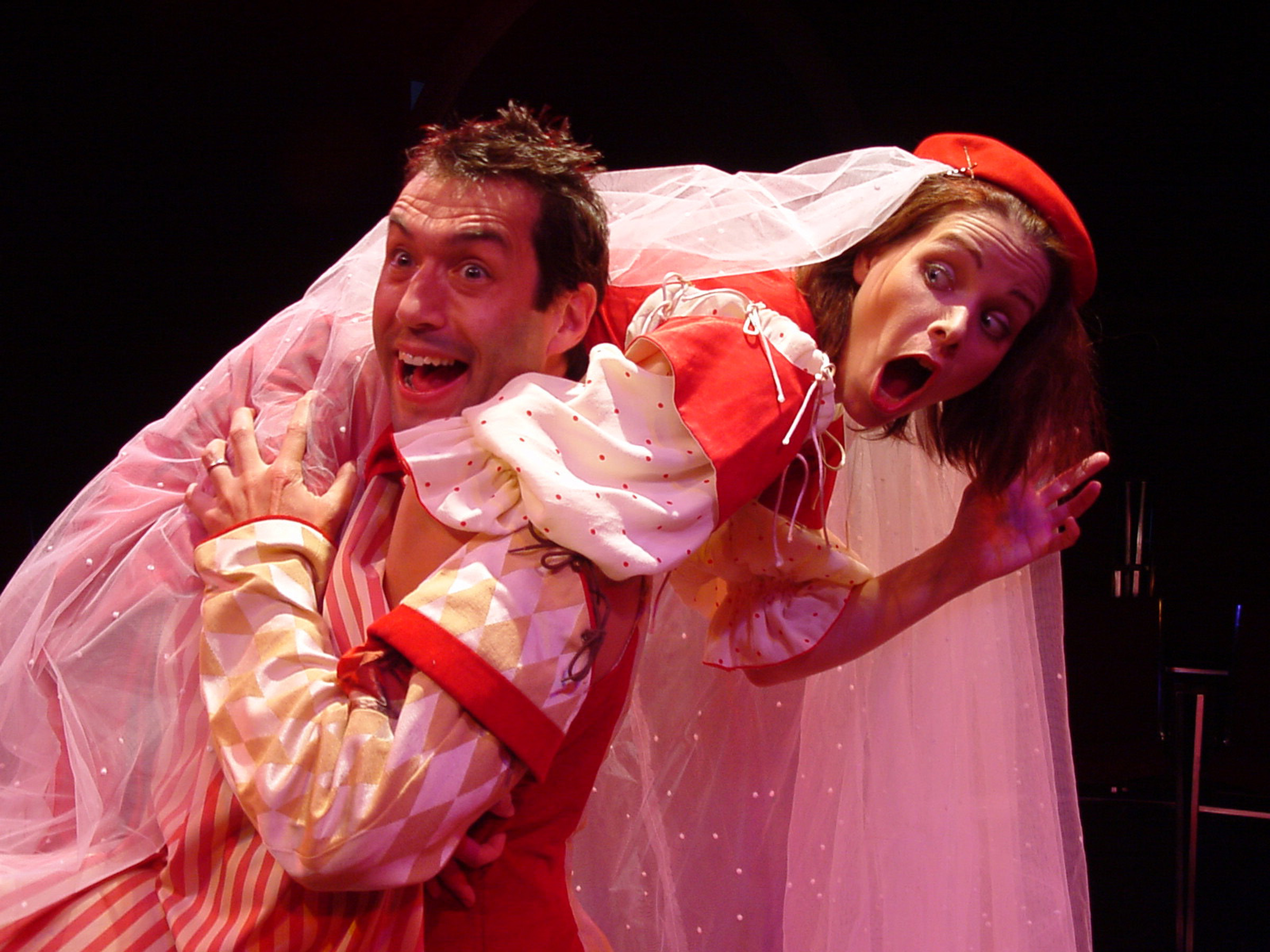
2003年にフォレスト・シアターで行われたカーメル・シェイクスピア・フェスティヴァルの上演におけるペトルーチオ(ケヴィン・ブラック)とキャタリーナ(エミリー・ジョーダン) 。

- キャタリーナ (ケイト)・ミノーラ （英語版） - タイトルロールの「じゃじゃ馬（英:Shrew（英語版）[1]）」
- ビアンカ・ミノーラ（英語版） – キャタリーナの妹
- バプティスタ・ミノーラ - キャタリーナとビアンカの父
- ペトルーチオ（英語版） – キャタリーナの婚約者
- グレミオ – ビアンカの求婚者
- ルーセンシオ – ビアンカの求婚者
- ホーテンシオ – – ビアンカの求婚者、ペトルーチオの友人
- グルーミオ – ペトルーチオの召使い
- トラーニオ – ルーセンシオの召使い
- ビオンデッロ – ルーセンシオの召使い
- ヴィンセンシオ – ルーセンシオの父
- 寡婦 – ホーテンシオが求婚している相手
- 教師 – ヴィンセンシオのふりをする男
- 帽子屋
- 仕立屋
- カーティス – ペトルーチオの召使い
- ナサニエル –  ペトルーチオの召使い
- ジョセフ –  ペトルーチオの召使い
- ピーター –  ペトルーチオの召使い
- ニコラス –  ペトルーチオの召使い
- フィリップ –  ペトルーチオの召使い
- 役人

導入部に登場するキャラクター
- クリストファー・スライ（英語版） – 酔っ払いの鋳掛け屋
- 居酒屋のおかみ
- 貴族 – スライにいたずらを仕掛ける人物
- バーソロミュー – 貴族に使える小姓
- 猟犬係
- 役者たち
- 召使い
- 使者

## あらすじ
第1幕の前に、クリストファー・スライという名の酔っ払いを中心人物として、この芝居は「昔の出来事」であると解説する導入部分が語られる。スライは飲み代を払わないために酒場から蹴り出され、外で寝込んでいるところに悪戯好きの領主が通りかかる。この領主は、哀れな酔っぱらいに、スライ自身が領主であると思い込ませようと巧妙な悪戯を仕掛ける。その最中で劇中劇が演じられ、それが以下の部分となるが、この導入部分はあまり上演されない。

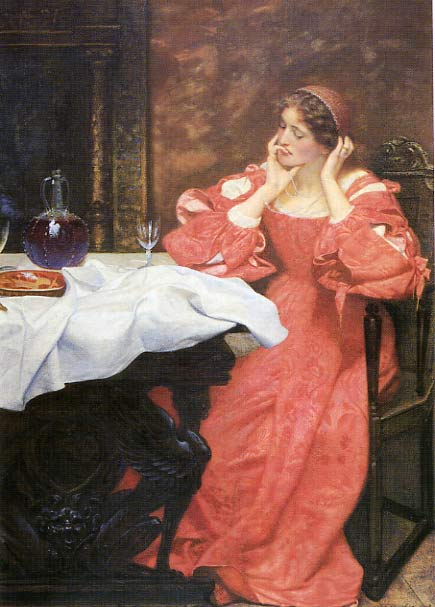
エドワード・ロバート・ヒューズによる「じゃじゃ馬ならし」(1898)

タイトルにもなっている「じゃじゃ馬」は、パドヴァの商人バプティスタ・ミノーラの長女カタリーナ・ミノーラを指している。彼女は極端に熱しやすい性格で、誰も彼女を制御することはできなかった。例えばある場面では、彼女は妹を椅子に縛り付けているし、別の場面では音楽の先生を楽器で殴りつけている。
対して、妹のビアンカ・ミノーラは美しくて大人しい性格で、街の貴族の男たちの人気者である。バプティスタはカタリーナが結婚するまではビアンカを結婚させないと誓う。ビアンカには何人かの求婚者がいたが、そのうちの2人が結託し、ビアンカを自由に取り合いできるよう、姉のカタリーナを結婚させてしまおうと画策する。一方の求婚者グレミオは年を取っていて陰鬱、もう一方のホルテンシオは若くて威勢がいい。
この作戦は、2人のよそ者ペトルーキオとルーセンシオが街に現れたことで複雑になる。ルーセンシオはピサの裕福な商人の息子で、ビアンカに一目ぼれする。一方ヴェローナの紳士ペトルーキオはお金しか眼中にない。
バプティスタがビアンカには先生が必要だと言ったとき、2人の求婚者がその願いをかなえるべく、競って先生を探す。グレミオは、ビアンカを口説く目的で知識人を装っていたルーセンシオに行き会う。ホルテンシオは自分自身で音楽家に変装し、音楽教師としてバプティスタの前に現れる。こうしてルーセンシオとホルテンシオは教師のふりをして、彼女の父に隠れてビアンカを口説こうとする。
その頃ペトルーキオは、カタリーナと結婚したときに持参金として手に入る広大な土地のことを求婚者たちから聞かされる。彼は乱暴者のカタリーナを口説き、彼女の意志は無視して、ケイトと呼び、結婚とその持参金を決めてしまう。と同時に、彼は新妻を「馴らし」始める。彼女から睡眠を取り上げ、食事をさせない理由をでっち上げ、美しい服を買い与えてはズタズタに切り裂いてしまう。カタリーナはその体験にあまりに動揺したので、ビアンカの結婚式のためにパドヴァへ戻ろうと聞かされたときには、あまりに幸せで返事ができないぐらいであった。彼らがパドヴァに着くまでに、カタリーナの調教は完了しており、もはや彼女はペトルーキオに逆らうことはなかった。彼女は、ペトルーキオがそうしろと言えば太陽を月と呼び、月を太陽と言って、完全に服従したことを示した。
（ルーセンシオが先生をしている間、彼の召使いが主人の振りをするといった複雑な挿話のあと）ビアンカはルーセンシオと結婚することになる。ホルテンシオはビアンカを諦め、金持ちの未亡人と結婚。宴会の間に、ペトルーキオは自分の妻を、以前は手が付けられなかったが今では従順だと言って自慢した。ペトルーキオは、それぞれの妻を呼びに召使いを遣って、妻が最も従順にやってきたものが賭け金を取るという賭けを申し出た。バプティスタは、じゃじゃ馬のカタリーナが従順になったとは信じなかったので、賭け金に加えて巨額の追加の持参金を申し出た。
カタリーナはただ一人呼び出しに応じて、ペトルーキオに追加の持参金を勝ち取らせた。劇の終わりに、他の2人の妻が呼び出された後、カタリーナは妻は常に夫に従うべきだという演説をする。

## 執筆年代

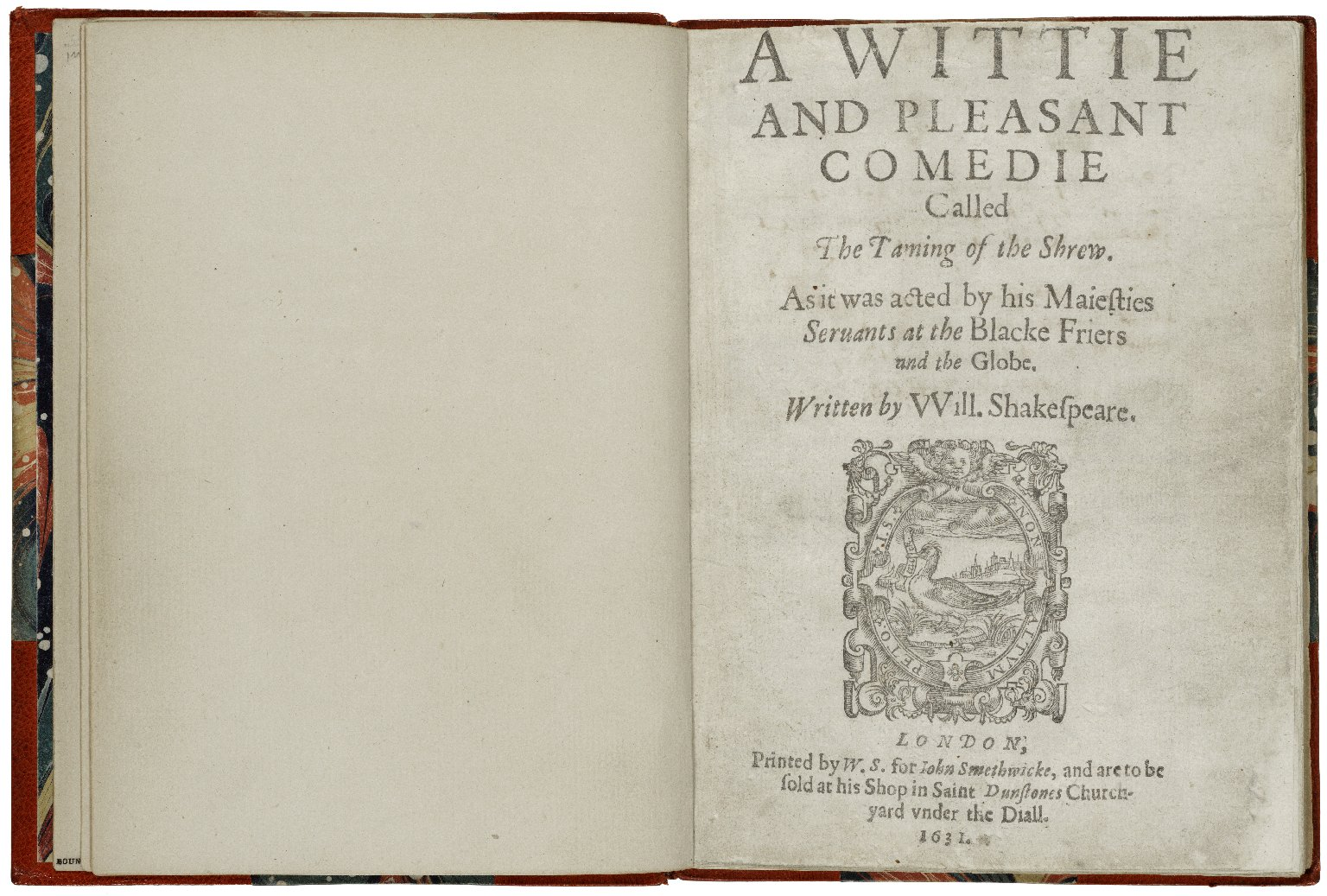
1631年に刊行された A Wittie and Pleasant Comedie Called The Taming of the Shrew の第一クォートのタイトルページ。

この戯曲の執筆年代を特定するための努力はなされているが、ほとんど同じプロットで台詞やキャラクターの名前が異なる A Pleasant Conceited Historie, called the taming of a Shrew （以下『ジャジャ馬ならし』と表記）という芝居があるため、確定が困難になっている。『じゃじゃ馬ならし』と『ジャジャ馬ならし』の正確な関係はわかっていない。さまざまな説があり、『ジャジャ馬ならし』が『じゃじゃ馬ならし』の上演を記憶で再現したテクストであるという仮説、『じゃじゃ馬ならし』が『ジャジャ馬ならし』の原典ではないかという仮説、『ジャジャ馬ならし』が『じゃじゃ馬ならし』の初期原稿（おそらくは記憶で再現されたもの）ではないかという仮説、『ジャジャ馬ならし』が『じゃじゃ馬ならし』の翻案ではないかという仮説などがある。『ジャジャ馬ならし』は1594年5月2日に書籍出版業組合記録に登録されている。これは2つの戯曲の関係がどのようなものであれ、『じゃじゃ馬ならし』はおそらく1590年（シェイクスピアがロンドンに着いた頃）から1594年（『ジャジャ馬ならし』の登録の時期）までに書かれたことを示唆している。
しかしもっと年代を絞ることも可能である。ト書きに「サイモン」 ("Simon") への言及があり、おそらく1592年8月21日に埋葬された役者サイモン・ジェウェルを指していると考えられるため、『ジャジャ馬ならし』が書かれた可能性がある最も遅い時期は1592年8月であると考えられる。さらにアンソニー・シュートの Beauty Dishonoured, written under the title of Shore's wife （1593年6月発行）に『じゃじゃ馬ならし』のケイトに言及したと思われる箇所があるため、『じゃじゃ馬ならし』は1593年より前に書かれたと考えられる。じゃじゃ馬の戯曲2本ともに、著者不明の芝居『悪党を見分けるコツ』（A Knack to Know a Knave、1592年にローズ座で初演）に似た言葉遣いが見受けられ、また『じゃじゃ馬ならし』にしかないいくつかのパッセージを借用している。このため、『じゃじゃ馬ならし』は1592年6月より前に初演されたと考えられる。
1982年のオックスフォード版シェイクスピア全集におさめられた『じゃじゃ馬ならし』について、H・J・オリヴァーはこの芝居は1592年までに書かれたと示唆している。これは『ジャジャ馬ならし』のタイトルページで、劇がペンブルック伯一座により「何度も」演じられたと書かれていることを基にしている。ロンドンの劇場は1592年6月23日にペストの流行で閉鎖されており、ペンブルック伯一座はバースとラドローに地方巡業に行っていた。従業は金銭的な損失をもたらし、劇団は9月28日にロンドンに戻ってきたが結局破産した。それから3年の間に、ペンブルック伯一座の名前をタイトルページにつけた戯曲が4本刊行された。クリストファー・マーロウの『エドワード二世』（1593年7月にクォート版で刊行）、シェイクスピアの『タイタス・アンドロニカス』（1594年にクォート版で刊行）、『ヨーク公リチャードの真の悲劇』（1595年にオクターヴォ版で刊行）、『ジャジャ馬ならし』（1594年5月にクォート版で刊行）である。オリヴァーはこうした刊行物が、ツアー失敗の後に破産したペンブルック伯一座のメンバーにより売却されたと考えるのが「自然な推定」だと述べている。オリヴァーは『ジャジャ馬ならし』は『じゃじゃ馬ならし』の記憶により再現だと考えている。
アン・トンプソンは1984年および2003年の『じゃじゃ馬ならし』ニュー・ケンブリッジ版シェイクスピアで、『ジャジャ馬ならし』は記憶に頼った再現だという考えを述べている。1592年6月23日の劇場閉鎖に注目し、「サイモン」についてのト書き、アンソニー・シュートによる言及、『悪党を見分けるコツ』との類似などを理由に、『じゃじゃ馬ならし』は1592年6月より前に描かれ、このせいで『ジャジャ馬ならし』ができたのだと主張している。スティーヴン・ロイ・ミラーは1998年のニュー・ケンブリッジ版シェイクスピアにおさめられた『ジャジャ馬ならし』で、1591年末から1592年初頭という執筆年代推定に賛同し、『じゃじゃ馬ならし』が『ジャジャ馬ならし』に先んずると考えているが、翻案や書き直しだという説をとり、記憶に頼った再現だという説は否定している。
しかしキア・イーラムは、シェイクスピアがおそらくアブラハム・オルテリウスの『世界の舞台』第4版におさめられたイタリアの地図と、ジョン・フローリオの『第二の果実』を種本に用いたと考え、この2冊が出版された1591年を『じゃじゃ馬ならし』が書かれた可能性がある最も早い時期だと主張している。第一に、シェイクスピアはパドヴァをヴェネトではなくロンバルディアだとする間違いをおかしており、これはおそらくイタリアの北部全体に「ロンバルディア」と書かれているオルテリウスの地図を使ったためのものである。第二に、イーラムはシェイクスピアが台詞の一部をフローリオによるイタリアの言語と文化のバイリンガル入門書『第二の果実』からとってきたと示唆している。

## テクスト

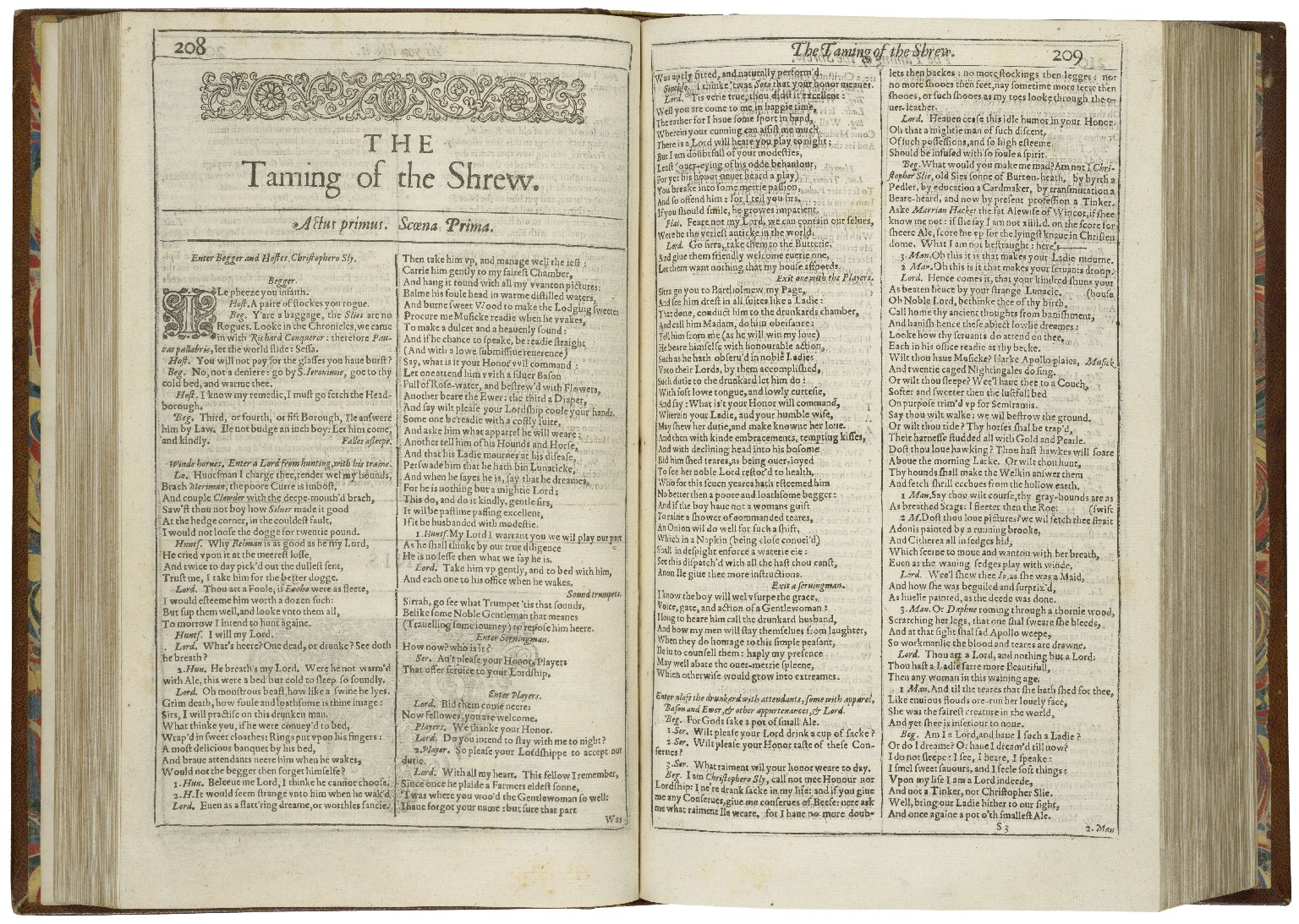
1623年のファースト・フォリオに入っている『じゃじゃ馬ならし』の最初のページ。

1594年、印刷業者のピーター・ショートが『ジャジャ馬ならし』のクォート版を出版者のカスバート・バービーのため印刷した。1596年に同じ印刷業者と出版者により再版された。1607年には印刷業者ヴァレンタイン・シムズが出版者ニコラス・リングのためこのテクストを印刷した。『じゃじゃ馬ならし』は1623年にファースト・フォリオが出るまで印刷されたことはなかった。『じゃじゃ馬ならし』唯一のクォート版は1631年に印刷業者のウィリアム・スタンズビーが出版者ジョン・スメズウィックのため印刷したもので、1623年のフォリオ版に基づいたA Wittie and Pleasant comedie called The Taming of the Shrewという書籍であった。書誌学者のW・W・グレッグは、著作権においては『ジャジャ馬ならし』と『じゃじゃ馬ならし』 は同一テクストと見なされていたこと、つまり片方のテクストの権利保持者がもう片方の権利も持っていたことを示している。すなわち、スメズウィックが1609年にファースト・フォリオに入っていたほうの戯曲を印刷する権利をリングから買った際、リングは『じゃじゃ馬ならし』ではなく『ジャジャ馬ならし』の権利を譲っていた。

## 材源

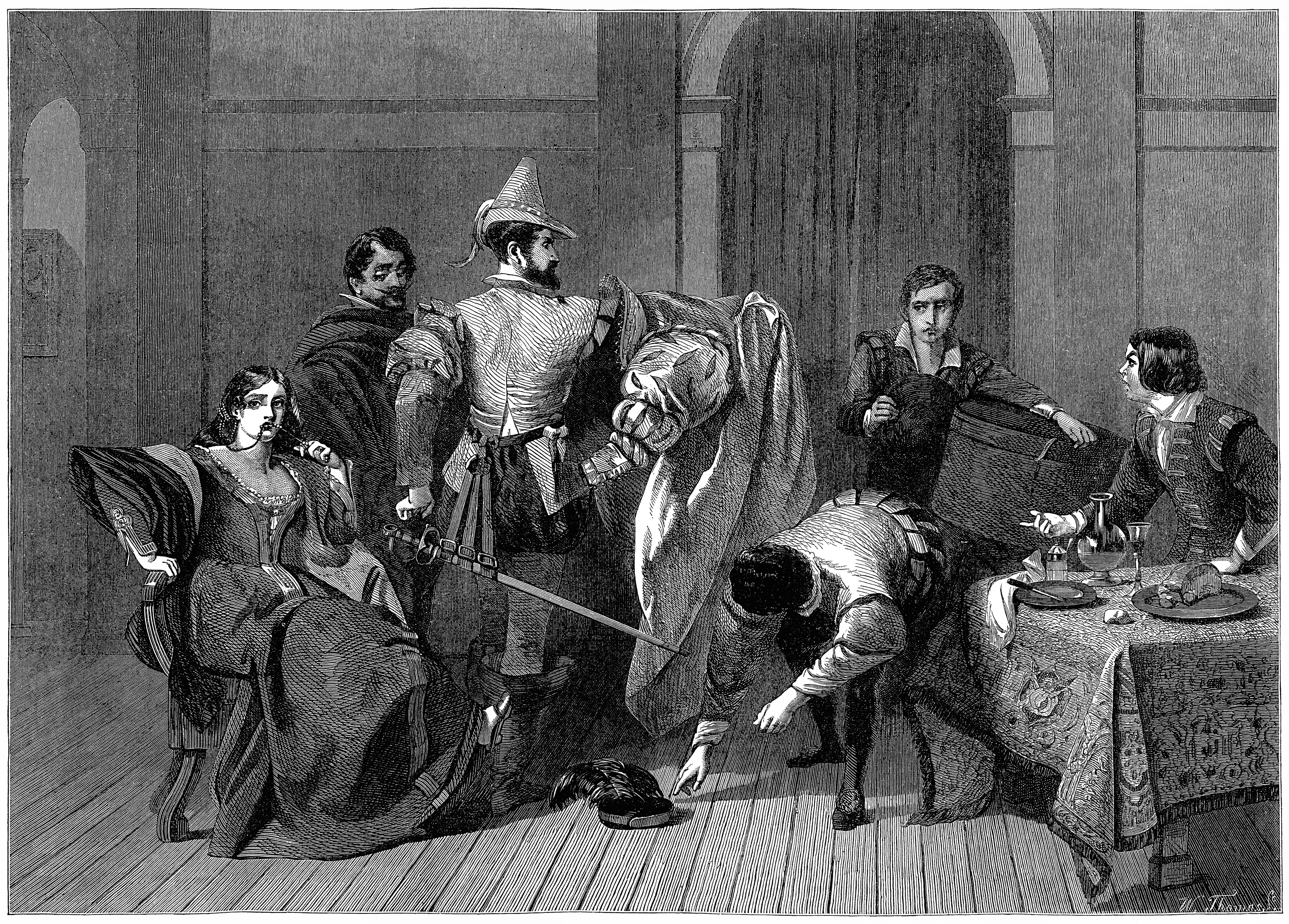
C・R・レズリーによる第4幕第3場、ペトルーチオが合わない衣服を作ったとして仕立屋をどやしつける場面の絵。ウィリアム・ラソン・トマスのエングレーヴィングによる。(Illustrated London News, 3 November 1886)

導入部には直接の文学的な種本はないが、騙されて貴族だと信じ込まされる鋳掛け屋の話は多くの伝統的な文芸作品に見受けられる。『千夜一夜物語』にもこうした物語があり、ハールーン・アッ＝ラシードが路地で眠っていた男に同じいたずらを仕掛けるというものである。オランダの歴史家ポントゥス・へウテルスの『ブルゴーニュについて』(Rebus Burgundicis)で、ブルゴーニュ公フィリップ3世がポルトガルでの姉妹の結婚式に出席した後、酔っ払った「職人」を見つけて「楽しい喜劇」でもてなしたという話が出てくる。『千夜一夜物語』は18世紀半ばまで英語には翻訳されなかったが、シェイクスピアが口伝で知っていた可能性もある。『ブルゴーニュについて』は1600年にフランス語に、1607年に英語に訳されたが、1570年にリチャード・エドワーズが書いた現存しない英語の笑話集にこの話が存在した証拠があるため、ブルゴーニュ公の話も知っていたかもしれない。

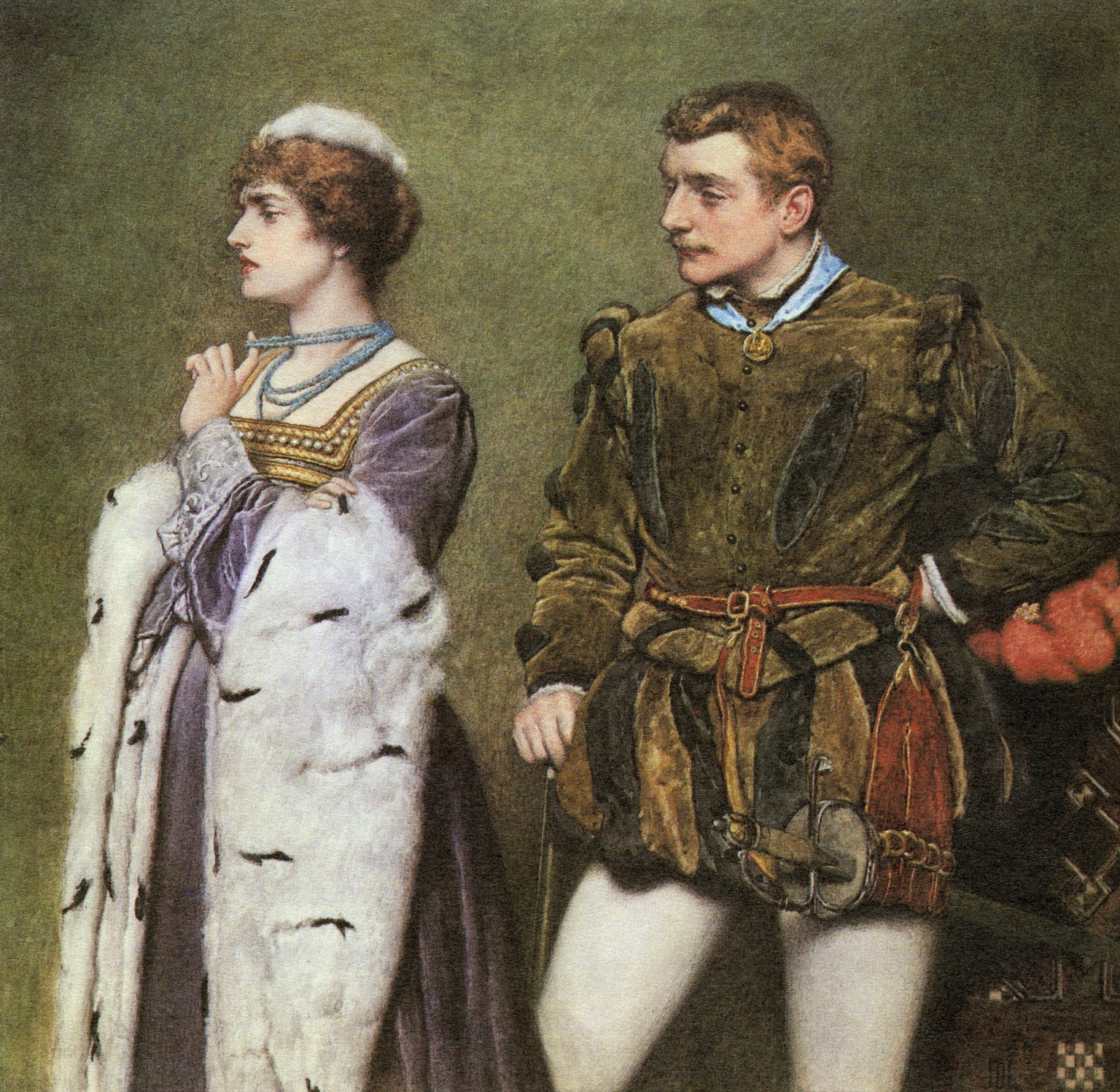
『じゃじゃ馬ならし』のキャタリーナとペトルーチオ。ジェームズ・トロムゴル・リントンによる1890年頃の絵。

ペトルーチオとキャタリーナの物語についてはさまざまな影響が考えられるが、ひとつの材源が特定できるわけではない。フアン・マヌエルによる14世紀のスペイン語の著書『ルカーノル伯とパトローニオによる模範とすべき本』の第44話に、この物語の基本となる要素が含まれており、「とても強く熱烈な女」と結婚する若い男に関するものである。16世紀までには英語に訳されたが、シェイクスピアがこれを引いて材源にしたという証拠があるわけではない。頑固な女が男に馴らされるという物語はよく知られており、さまざまなところで伝統的に見受けられるものである。たとえば、ジェフリー・チョーサーの『カンタベリー物語』に含まれる「粉屋の話」によると、ノアの妻はそうした女であり(l. 352–354)、中世の聖史劇ではこうした描き方はふつうであった。歴史的には、ソクラテスの妻クサンティッペもそうした女性だったと言われており、ペトルーチオ自身がそれに言及している(1.2.70)。こうしたキャラクターは中世文学によく登場し、シェイクスピアが生まれる前も活動していた間も大衆向けの笑劇の題材となっていた他、民話にも出てくる。
1890年のアルフレッド・トルマンが、賭けの場面の材源としてウィリアム・キャクストンが1484年に翻訳した1372年のジョフロワ・ド・ラ・トゥール・ランドリの著書『塔の騎士の本』(Livre pour l'enseignement de ses filles du Chevalier de La Tour Landry)がありうるのではないかという推測を提示した。娘たちに礼儀にかなった振る舞いを教えるために書かれた本書には「女性の家庭教育に関する論」が含まれており、水桶に飛び込めと言われた際にどの妻が最も従順か確かめるため3人の商人が賭けをする逸話が入っている。この話では、最初のふたりの妻は戯曲同様従うのを拒み、宴会と、夫が妻をしつけるための「正しい」方法についてのスピーチも入っている。 1959年にジョン・W・シュローダーは『塔の騎士の本』における王妃ワシュティの描写がシェイクスピアに影響を与えているかもしれないと考えた。
1964年、リチャード・ホズリーは、この戯曲の主な材源は作者不詳のバラッド"A merry jeste of a shrewde and curst Wyfe, lapped in Morrelles Skin, for her good behauyour"かもしれないと指摘した。このバラッドは、夫が頑固な妻を飼い馴らさねばならなくなる結婚の物語に関するものである。『じゃじゃ馬ならし』同様、この話には2人の姉妹がいる家族が登場し、妹のほうが優しく人に好かれている。しかしながら、このバラッドでは姉の頑固さは単にもともとの性格だからというだけではなく、男性を支配したがるじゃじゃ馬の母に育てられたためだということになっている。最後に夫妻で実家に戻り、今や飼い馴らされるようになった姉が妹に従順な妻であることの良さを説く。このバラッドでは、シェイクスピアよりも馴らしの過程がずっと身体的で、カバの枝むちで血が出るまで打たれたり、荷馬の肉に巻かれたりする(英語のタイトルにある"Morrelle"は黒っぽい馬を指す)。このバラッドは昔からこの戯曲の編者に知られていなかったというわけではなく、A・R・フレイ、W・C・ハズリット、R・ウォリック・ボンド、フレデリック・S・ボアズなどはこれが材源ではないと考えていた。現代の他の編者でも、ホズリーの説に疑念を示す者はいる。

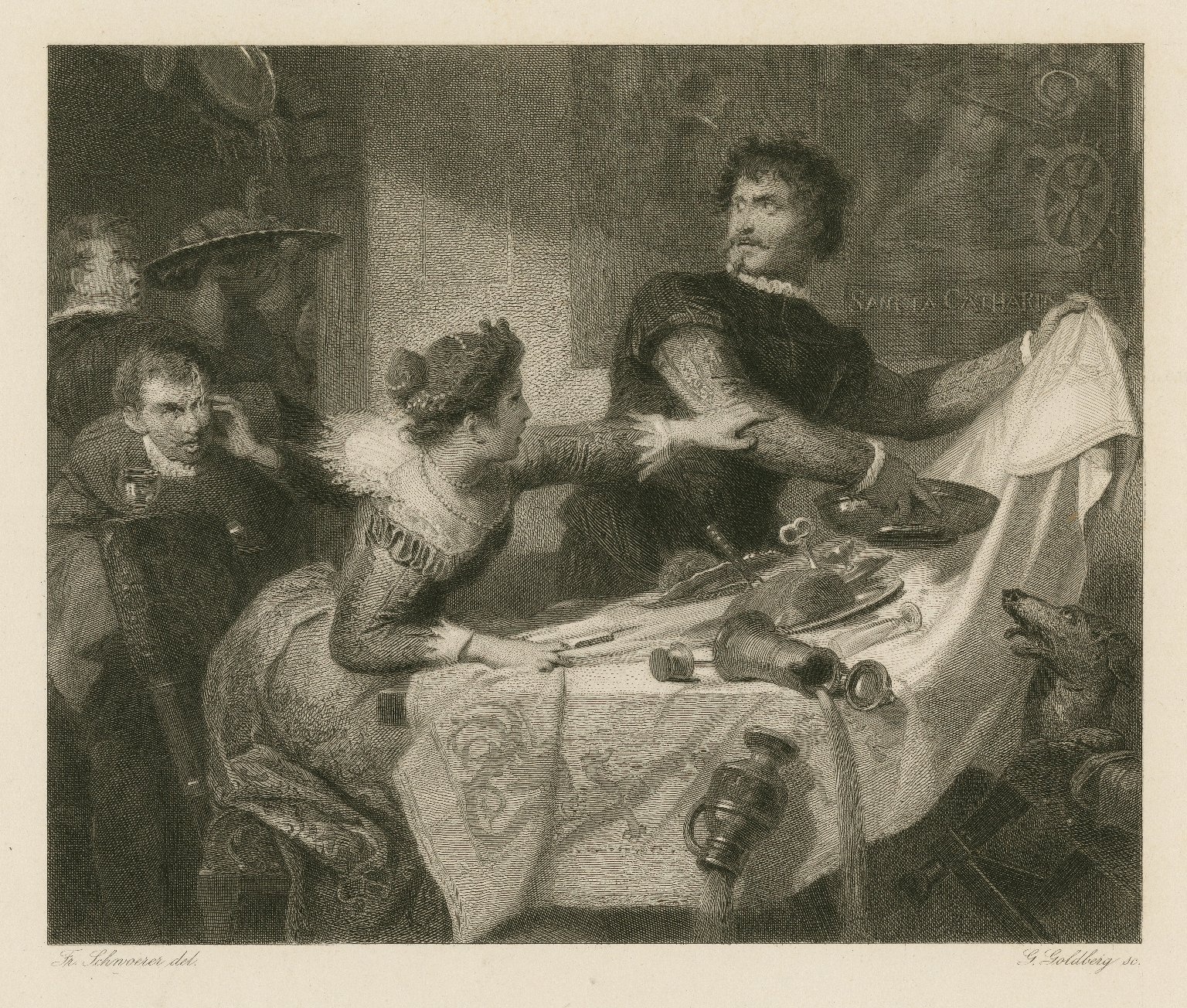
第1幕第4場。ペトルーチオが花嫁と食べる料理を拒む場面の絵(1850年頃).

1966年に、ジャン・ハロルド・ブルンヴァンがこの芝居の主要な材源は文学作品ではなく、口頭伝承だと主張した。ブルンヴァンによると、ペトルーチオとキャタリーナの物語はアールネ・トンプソンのタイプ・インデックス901のじゃじゃ馬馴らし系統の話の例だと考えた。ブルンヴァンはヨーロッパの30ヶ国以上に分布する901型の民話を383種類見つけたが、文字になっているものは35例しか見つからず、「シェイクスピアのじゃじゃ馬馴らしプロットは、わかっているかぎり印刷物では完全な材源をうまく見つけることができていないが、究極的には口承に起源がある」と結論づけた。ブルンヴァンの発見は批評家の間で広く受け入れられている。
脇筋の材源については、アルフレッド・トルマンが1890年にはじめてルドヴィーコ・アリオストのI Suppositiであると同定したが、この作品は1551年に刊行されたものである。ジョージ・ガスコインの散文による英訳Supposesが1566年に上演され、1573年に刊行されている。I Suppositiではルーセンシオにあたるエロストラートが、バプティスタに相当するダモンの娘で、芝居ではビアンカにあたるポリネスタと恋に落ちる。エロストラートはトラーニオにあたる召使デュリポに変装し、一方ほんもののデュリポはエロストラートのふりをする。こうしてエロストラートはポリネスタの家庭教師として雇われる。他方デュリポはグレミオにあたる老いた求婚者クレアンデルの求愛を妨害するためポリネスタに正式に求婚しているふりをする。デュリポはクレアンデルに競り勝つが、実際にできるよりも多くの財産を約束してしまったため、エロストラートと二人でシエナから来た旅の紳士を騙して、エロストラートの父で、芝居ではヴィンセンシオにあたるフィロガノのふりをさせる。しかしながらポリネスタが妊娠しているとわかり、ダモンは本当の父親がエロストラートであるのにデュリポを投獄する。その後すぐに本物のフィロガノが現れ、全てが露見することになる。エロストラートは正体を明かしてデュリポを許してほしいと頼む。ダモンはポリネスタが本当はエロストラートに恋していると気づき、策略を許すことにする。監獄から釈放されたデュリポは自分がクレアンデルの息子だと知る
さらに、プラウトゥスの『幽霊屋敷』も多少材源として使われており、シェイクスピアはおそらくトラーニオとグルーミオの名前をここからとった。

## 分析

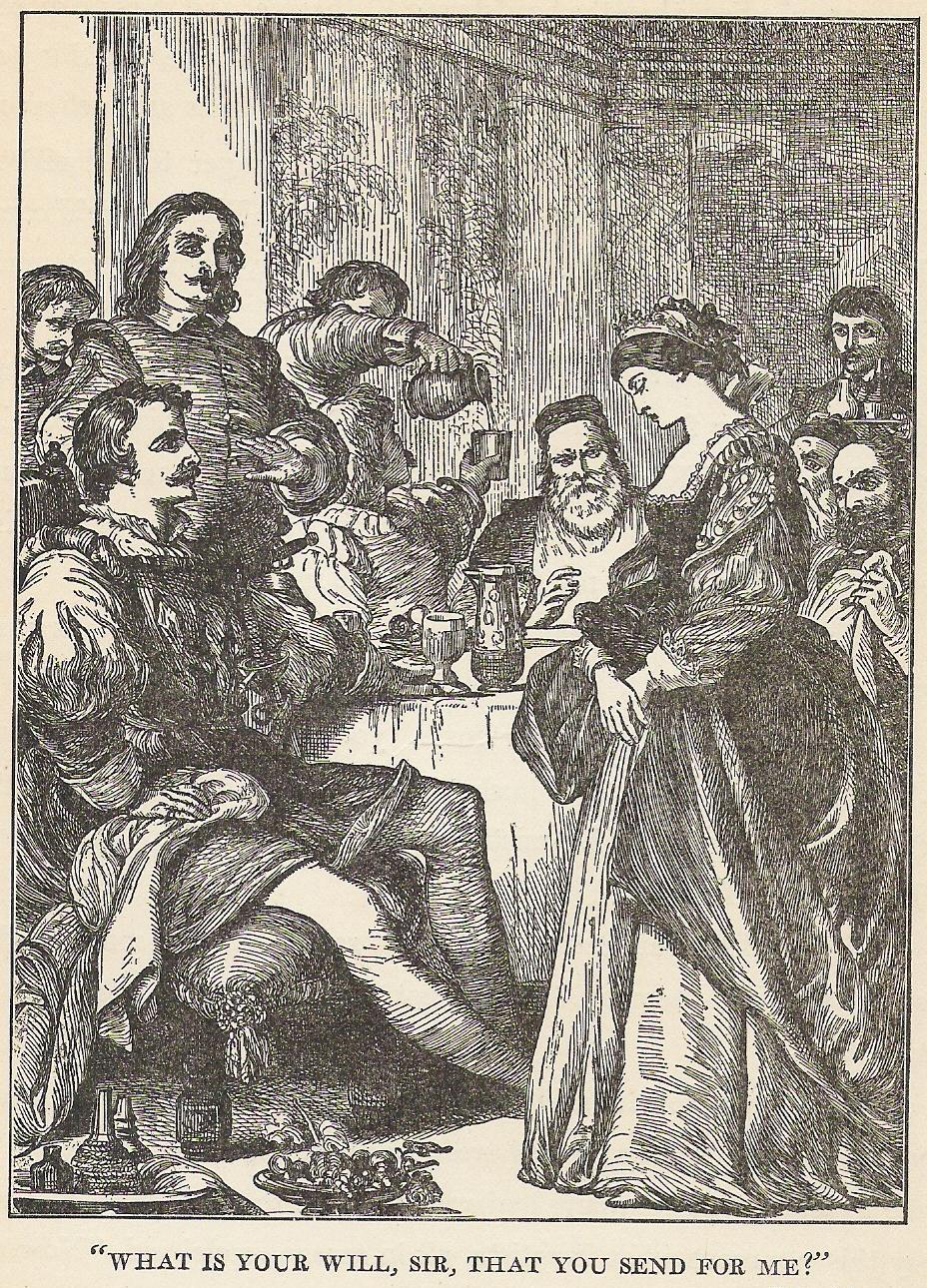
アーサー・ラッカムによる第2幕第5場、キャタリーナだけが夫の呼び出しに応える妻だったという場面の絵 (Tales from Shakespeare, edited by Charles Lamb and Mary Lamb, 1890).

### 差別と暴力
ペトルーキオがカタリーナを食べさせない、眠らせないといった手法で従順な女に変身させるという筋は現代的なフェミニスト批評の文脈で批判されることが多いが、本作の暴力性、差別はより以前から注目されていた。リンダ・ブースは、ジョン・フレッチャーが1611年頃に本作の続編『女の勝利、またの名じゃじゃ馬馴らしが馴らされて』（The Tamer Tamed）を発表したことなどに着目し、『じゃじゃ馬ならし』はシェイクスピアの時代の基準からしても必ずしも観客にとって居心地が良い芝居ではなかった可能性を考え、バーバラ・ホジドンは、どのような演出の下でも最後の場面が観客に「幸せな強姦とでもいうような場面」と受け取られる可能性があることを念頭におかなければならないと指摘した。

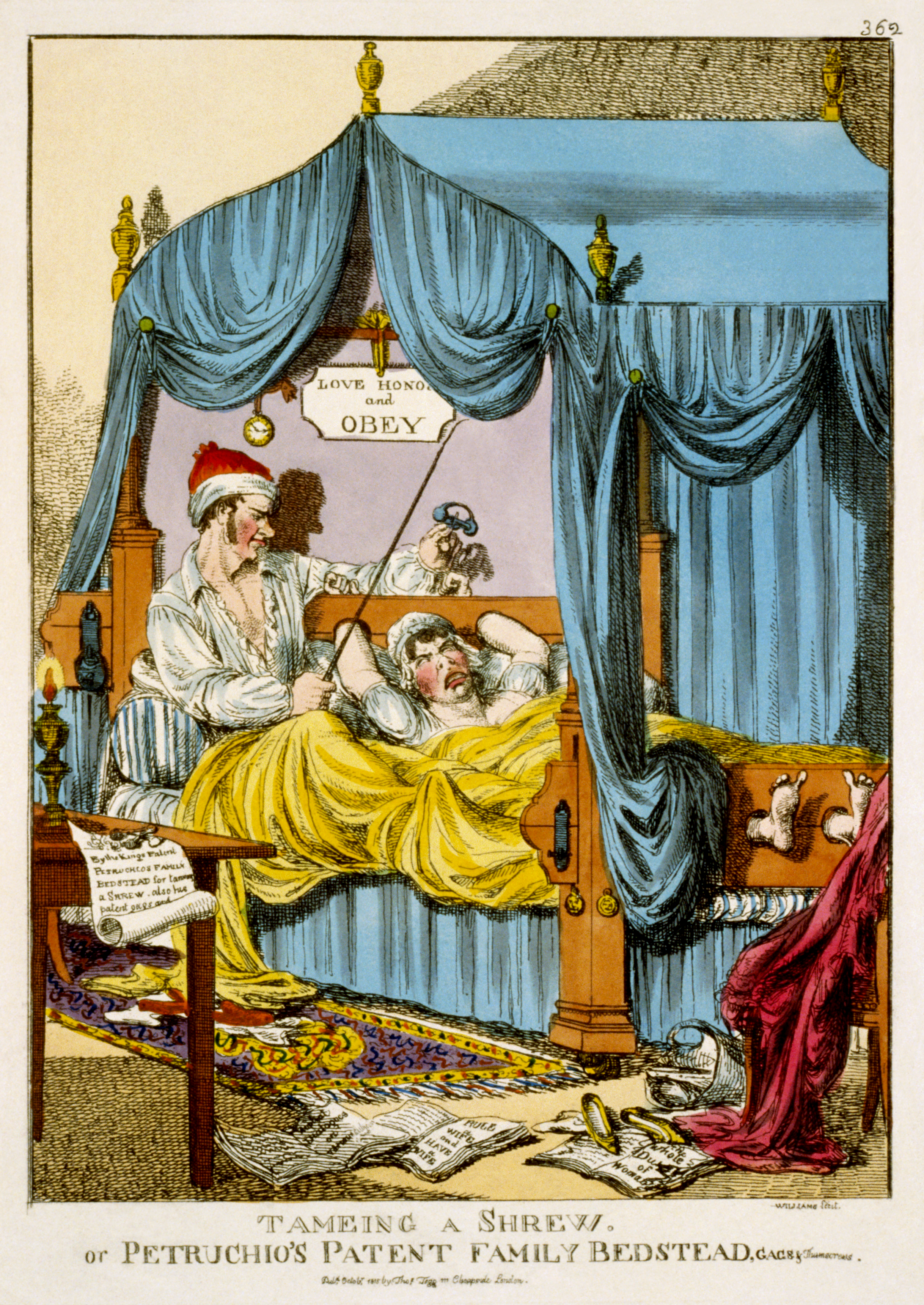
『カリカチュア』誌に掲載された『じゃじゃ馬馴らし』の諷刺画。("Tameing a Shrew; or, Petruchio's Patent Family Bedstead, Gags & Thumscrews", 1815).

またジョージ・バーナード・ショーはこの芝居について「まともな感情を持った男であれば、賭けや女自身の口から発せられる演説に示されている、偉ぶった男どものモラルに強く恥じ入ることなしには、女とともに芝居を終わりまで見ていることはできない」と述べ、『じゃじゃ馬ならし』への批判を反映する戯曲『ピグマリオン』を執筆した。

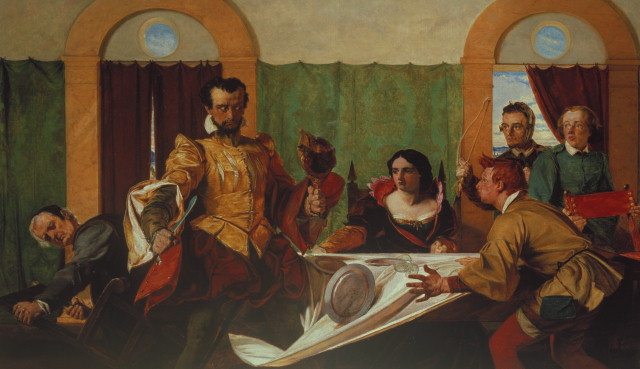
オーガスタス・エッグ「じゃじゃ馬馴らし」(1860)。

一方で、ペトルーキオがカタリーナを変身させるために非常に苦労したことを強調したり、カタリーナがペトルーキオの調子に合わせたことに着目し、本作が差別的作品であるという分析に論駁する批評があり、こうした解釈に基づく上演も存在する。キャロル・トーマス・ニーリーはカタリーナとペトルーキオの関係性に関して、暴力性よりは2人の間に愛が介在していることを強調する分析を行っている。また、カタリーナとペトルーキオが両方とも世間に居場所がなく問題をかかえた孤独な若者であり、2人が心を通わせるまでの課程が重要であると考える批評や上演も存在する。

### 金銭

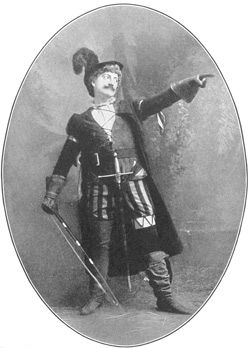
オーガスティン・ダリーによる1887年のニューヨーク、ダリー座の公演でペトルーチオを演じるジョン・ドルー。

もうひとつのテーマとして、金銭という動機があげられる。キャタリーナと結婚したがる者がいるかいないかについて話す際、ホーテンシオは「十分な金」に言及する(1.1.128). それに対してペトルーチオは、「ペトルーチオの妻になれるくらい裕福な女」がいればシビュラのように年を取っていようと、クサンティッペのように悪妻だろうとかまわないと述べる(1. 2. 65-71)。数行後でグルーミオも同じようなことを述べている(1.2.77–80)。さらに、ペトルーチオはグルーミオ、トラーニオ(ルーセンシオとして)、ホーテンシオから、キャタリーナと結婚できればバプティスタの持参金に加えてさらに金を払うと約束してもらっている。グルーミオとトラーニオは文字通りビアンカを持参金で競り落とそうとする(2.1.344–346)。

## 派生作品
後世、数多くの作品が『じゃじゃ馬ならし』から派生した。コール・ポーターのミュージカル『キス・ミー・ケイト』、ヴォルフ＝フェラーリのオペラ『スライ』、及び2000年のブラジルのテレビドラマ『O Cravo e a Rosa』などがある。
映画化も何度もされており、1908年にD・W・グリフィスがサイレント作品として映画化したのが最初とされている。1929年には当時の大スター、メアリー・ピックフォードとダグラス・フェアバンクス主演で制作された（邦題『じゃじゃ馬馴らし』）。1967年にはフランコ・ゼフィレッリ監督、エリザベス・テイラー、リチャード・バートン主演で映画化（邦題『じゃじゃ馬ならし』）。1999年には舞台をアメリカのハイスクールに置き換えた『恋のからさわぎ』（10 Things I Hate About You）がヒットしている。
連続テレビドラマ『こちらブルームーン探偵社』でも、主な登場人物が「じゃじゃ馬ならし」の喜劇的なパロディーを演じる回（"今宵はシェークスピア"）があった。
ジョン・フレッチャーによる続編『女の勝利、またの名じゃじゃ馬馴らしが馴らされて』は1611年に書かれ、2004年にロイヤル・シェイクスピア・カンパニーの手により再演されている。
また、1969年にジョン・クランコが振り付けたバレエ作品『じゃじゃ馬ならし』は演劇性の強いコメディ・バレエとして有名である。

### 原典テクスト
- Bate, Jonathan; Rasmussen, Eric, eds (2010). The Taming of the Shrew. The RSC Shakespeare. Basingstoke: Macmillan. ISBN 978-0-230-27207-1
- Bond, R. Warwick, ed (1904). The Taming of the Shrew. The Arden Shakespeare, First Series. London: Methuen
- Evans, G. Blakemore, ed (1997) [1974]. The Riverside Shakespeare (Second ed.). Boston: Houghton Mifflin. ISBN 978-0-395-75490-0
- Greenblatt, Stephen; Cohen, Walter; Howard, Jean E. et al., eds (2008) [1997]. The Norton Shakespeare: Based on the Oxford Shakespeare (Second ed.). London: Norton. ISBN 978-0-393-11135-4
- Heilman, Robert B., ed (1998) [1966]. The Taming of the Shrew. Signet Classic Shakespeare (Second Revised ed.). New York: New American Library. ISBN 978-0-451-52679-3
- Hibbard, G.R., ed (1968). The Taming of the Shrew. The New Penguin Shakespeare. London: Penguin. ISBN 978-0-14-070710-6
- Hodgdon, Barbara, ed (2010). The Taming of the Shrew. The Arden Shakespeare, Third Series. London: Methuen. ISBN 978-1-903436-93-6
- Hosley, Richard, ed (1978) [1964]. The Taming of the Shrew. The Pelican Shakespeare (Revised ed.). London: Penguin. ISBN 978-0-14-071425-8
- Kidnie, Margaret Jane, ed (2006). The Taming of the Shrew. The Penguin Shakespeare. London: Penguin. ISBN 978-0-14-101551-4
- Miller, Stephen Roy, ed (1998). The Taming of a Shrew: The 1594 Quarto. The New Cambridge Shakespeare: The Early Quartos. Cambridge: Cambridge University Press. ISBN 978-0-521-08796-4
- Morris, Brian, ed (1981). The Taming of the Shrew. The Arden Shakespeare, Second Series. London: Methuen. ISBN 978-1-903436-10-3
- Oliver, H.J., ed (1982). The Taming of the Shrew. The Oxford Shakespeare. Oxford: Oxford University Press. ISBN 978-0-19-953652-8
- Orgel, Stephen, ed (2000). The Taming of a Shrew. The New Pelican Shakespeare. London: Penguin. ISBN 978-0-14-071451-7
- Quiller-Couch, Arthur; Wilson, John Dover, eds (1953) [1928]. The Taming of the Shrew. The New Shakespeare (2nd ed.). Cambridge: Cambridge University Press. ISBN 978-1-108-00604-0
- Schafer, Elizabeth, ed (2002). The Taming of the Shrew. Shakespeare in Production. Cambridge: Cambridge University Press. ISBN 978-0-521-66741-8
- Thompson, Ann, ed (2003) [1984]. The Taming of the Shrew. The New Cambridge Shakespeare (Revised ed.). Cambridge: Cambridge University Press. ISBN 9789812836540
- Wells, Stanley; Taylor, Gary; Jowett, John et al., eds (2005) [1986]. The Oxford Shakespeare: The Complete Works (2nd ed.). Oxford: Oxford University Press. ISBN 978-0-19-926718-7
- Werstine, Paul; Mowat, Barbara A., eds (2004). The Taming of the Shrew. Folger Shakespeare Library. Washington: Simon & Schuster. ISBN 978-0-7434-7757-4

### 日本語訳
- 坪内逍遥訳『じやじや馬馴し』早稲田大学出版部、1920年。
- 福田恆存訳『じゃじゃ馬ならし』河出書房、1955年。のち新潮文庫。
- 三神勲訳『じゃじゃ馬ならし』 『世界古典文学全集 第42巻 (シェークスピア 第2)』筑摩書房、1964年所収。のち角川文庫。
- 大山敏子訳『じゃじゃ馬ならし』旺文社文庫、1973年。
- 小田島雄志訳『じゃじゃ馬ならし』、白水社、1976年。再版多数。
- 大場建治訳『じゃじゃ馬馴らし』岩波文庫、2008年。
- 松岡和子訳『じゃじゃ馬馴らし』ちくま文庫、2010年。

### 二次文献
- Addison-Roberts, Jeanne (Summer 1983). “Horses and Hermaphrodites: Metamorphoses in The Taming of the Shrew”. Shakespeare Quarterly 34 (2):  159–171. doi:10.2307/2869831. JSTOR 2869831. (要購読契約)
- Andresen-Thom, Martha (Summer 1982). “Shrew-taming and Other Rituals of Aggression: Baiting and Bonding on the Stage and in the Wild”. Women's Studies: an Inter-Disciplinary Journal 9 (2):  121–143. doi:10.1080/00497878.1982.9978561 2014年12月5日閲覧。. (要購読契約)
- Alexander, Peter (1926年9月16日). “The Taming of the Shrew”. The Times Literary Supplement
- Alexander, Peter (Spring 1969). “The Original Ending of The Taming of the Shrew”. Shakespeare Quarterly 20 (1):  111–116. doi:10.2307/2868994. JSTOR 2868994. (要購読契約)
- Aspinall, Dana E. (2001). “The Play and the Critics”. In Aspinall, Dana E.. The Taming of the Shrew: Critical Essays. New York, NY: Garland. pp. 3–40. ISBN 978-0-415-87434-2
- Ball, Robert Hamilton (2013) [1st Pub. 1968]. Shakespeare on Silent Film: A Strange Eventful History. London: Routledge. ISBN 978-0-415-83210-6
- Baumlin, Tita French (Spring 1989). “Petruchio the Sophist and Language as Creation in The Taming of the Shrew”. Studies in English Literature, 1500–1900 29 (2):  237–257. doi:10.2307/450473. JSTOR 2868994. (要購読契約)
- Bawcutt, N.W., ed (1996). The Control and Censorship of Caroline Drama: The Records of Sir Henry Herbert, Master of the Revels, 1623–73. Oxford: Clarendon. ISBN 978-0-19-812246-3
- Bean, John C. (1984) [1980]. “Comic Structure and the Humanizing of Kate in The Taming of the Shrew”. In Lenz, Carolyn Ruth Swift; Greene, Gayle; Neely, Carol Thomas. The Woman's Part: Feminist Criticism of Shakespeare (Revised ed.). Urbana, IL: University of Illinois Press. pp. 65–78. ISBN 978-0-252-01016-3
- Beauregard, David N. (1995). Virtue's Own Feature: Shakespeare and the Virtue Ethics Tradition. Newark, DE: University of Delaware Press. ISBN 978-0-87413-578-7
- Boose, Lynda E. (Summer 1991). “Scolding Brides and Bridling Scolds: Taming the Woman's Unruly Member”. Shakespeare Quarterly 42 (1):  179–213. doi:10.2307/2870547. JSTOR 2870547. (要購読契約)
- Brunvand, Jan Harold (Autumn 1966). “The Folktale Origin of The Taming of the Shrew”. Shakespeare Quarterly 17 (4):  345–359. doi:10.2307/2867908. JSTOR 2867908. (要購読契約)
- Brunvand, Jan Harold (1991). The Taming of the Shrew: A Comparative Study of Oral and Literary Versions. London: Routledge. ISBN 978-1-138-84274-8
- Bullough, Geoffrey (1957). Narrative and Dramatic Sources of Shakespeare. Volume One: Early Comedies, Poems, Romeo and Juliet. New York, NY: Columbia University Press. ISBN 978-0-231-08891-6
- Chambers, E.K. (1930). William Shakespeare: A Study of Facts and Problems, Vol. I. Oxford: Clarendon. ISBN 978-0-19-811773-5.  オリジナルの2014年10月26日時点におけるアーカイブ。 2014年12月5日閲覧。
- Daniel, P.A. (1879). A Time Analysis of the Plots of Shakespeare's Plays. London: New Shakspere Society 2014年12月5日閲覧。
- Davies, Stevie (1995). Shakespeare's The Taming of the Shrew. Penguin Critical Studies. London: Penguin. ISBN 978-0-14-077271-5
- Dessen, Alan C. (1997). “The Tamings of the Shrews”. In Collins, Michael J.. Shakespeare's Sweet Thunder: Essays on the Early Comedies. Newark, DE: University of Delaware Press. pp. 35–49. ISBN 978-0-87413-582-4
- Detmer, Emily (Autumn 1997). “Civilizing Subordination: Domestic Violence and the Taming of the Shrew”. Shakespeare Quarterly 48 (3):  273–294. doi:10.2307/2871017. JSTOR 2871017. (要購読契約)
- Dobson, Michael (1992). The Making of the National Poet: Shakespeare, Adaptation and Authorship, 1660–1769. Oxford: Oxford University Press. ISBN 978-0-19-818323-5
- Dusinberre, Juliet (2003) [1975]. Shakespeare and the Nature of Women (Third ed.). Basingstoke: Palgrave. ISBN 978-1-4039-1729-4
- Duthie, G.I. (October 1943). “The Taming of a Shrew and The Taming of the Shrew”. The Review of English Studies 19 (76):  337–356. doi:10.1093/res/os-XIX.76.337 2014年12月6日閲覧。. (要購読契約)
- Duthie, G.I. (2005) [1st pub. 1951]. Shakespeare. London: Routledge. ISBN 978-0-415-35281-9
- Elam, Kier (2007). “'At the cubiculo': Shakespeare's Problems with Italian Language and Culture”. In Marrapodi, Michele. Italian Culture in the Drama of Shakespeare & his Contemporaries: Rewriting, Remaking, Refashioning. Anglo-Italian Renaissance Studies. Aldershot: Ashgate. pp. 99–110. ISBN 978-0-7546-5504-6
- Empson, William (1996). “The Strengths of the Shrew”. In Haffenden, John. The Strengths of Shakespeare's Shrew: Essays, Memoirs and Reviews. New York, NY: Continuum. pp. 27–33. ISBN 978-1-85075-608-8
- Fineman, Joel (1985). “The Turn of the Shrew”. In Hartman, Geoffrey H.; Parker, Patricia. Shakespeare and the Question of Theory. London: Methuen. pp. 139–160. ISBN 978-0-415-05113-2
- Foakes, R.A., ed (2002) [1961]. Henslowe's Diary (Second ed.). Cambridge: Cambridge University Press. ISBN 978-0-521-52402-5
- Garber, Marjorie (1974). Dream in Shakespeare: From Metaphor to Metamorphosis. New Haven, CT: Yale University Press. ISBN 978-0-300-19543-9
- Green, Stanley (1984) [1960]. The World of Musical Comedy: The story of the American musical stage as told through the careers of its foremost composers and lyricists (Revised Fourth ed.). San Diego, CA: Da Capo Press. ISBN 978-0-306-80207-2
- Halliday, F.E. (1964) [1950]. A Shakespeare Companion, 1564–1964 (Second ed.). London: Penguin. ISBN 978-1-84232-127-0
- Haring-Smith, Tori (1985). From Farce to Metadrama: A Stage History of The Taming of the Shrew, 1594–1983. Santa Barbara, CA: Greenwood Press. ISBN 978-0-313-24326-4
- Heaney, Peter F. (May 1998). “Petruchio's Horse: Equine and Household Mismanagement in The Taming of the Shrew”. Early Modern Literary Studies 4 (1):  1–12.  オリジナルの12 May 2014時点におけるアーカイブ。 2014年12月8日閲覧。.
- Heilman, Robert B. (Summer 1966). “The Taming Untamed: or, the Return of The Shrew”. Modern Language Quarterly 27 (2):  147–161. doi:10.1215/00267929-27-2-147 2014年12月6日閲覧。. (要購読契約)
- Helms, Lorraine (May 1989). “Playing the Woman's Part: Feminist Criticism and Shakespearean Performance”. Theatre Journal 41 (2):  190–200. doi:10.2307/3207858. JSTOR 3207858. (要購読契約)
- Henderson, Diana E. (2003). “A Shrew for the Times, Revisited”. In Burt, Richard; Boose, Lynda E. Boose. Shakespeare, the Movie II: Popularizing the Plays on Film, TV, Video, and DVD. London: Routledge. ISBN 978-0-415-28299-4
- Hibbard, G.R. (1964). “The Taming of the Shrew: A Social Comedy”. In Thaler, Alwin; Sanders, Norman. Shakespearean Essays. Knoxville, TN: University of Tennessee Press. pp. 15–28
- Hickson, Samuel (9 February 1850). “Marlowe and the old Taming of the Shrew”. Notes & Queries 15:  226–227 2014年12月19日閲覧。.
- Hickson, Samuel (30 March 1850). “The Taming of the Shrew”. Notes & Queries 22:  345–347 2014年12月6日閲覧。.
- Hodgdon, Barbara (May 1992). “Katherina Bound; Or, Play(K)ating the Strictures of Everyday Life”. PMLA 107 (3):  538–553. doi:10.2307/462760. JSTOR 462760. (要購読契約)
- Hodgdon, Barbara (1998). The Shakespeare Trade: Performance and Appropriations. Philadelphia, PA: University of Pennsylvania Press. ISBN 978-0-8122-1389-8
- Holderness, Graham (1988). “Jonathan Miller Interviewed by Graham Holderness”. In Holderness, Graham. The Shakespeare Myth. Manchester: Manchester University Press. ISBN 978-0-7190-2635-5
- Holderness, Graham (1989). Shakespeare in Performance: The Taming of the Shrew. Manchester: Manchester University Press. ISBN 978-0-7190-2738-3
- Honigmann, E.A.J. (July 1954). “Shakespeare's Lost Source-Plays”. Modern Language Review 49 (3):  293–307. doi:10.2307/3718861. JSTOR 462760. (要購読契約)
- Hosley, Richard (Spring 1961). “Was there a Dramatic Epilogue to The Taming of the Shrew?”. Studies in English Literature, 1500–1900 1 (2):  17–34. doi:10.2307/449337. JSTOR 449337. (要購読契約)
- Hosley, Richard (May 1964). “Sources and Analogues of The Taming of the Shrew”. Huntington Library Quarterly 27 (3):  289–308. doi:10.2307/3816798. JSTOR 3816798. (要購読契約)
- Houk, R.A. (Winter 1942). “The Evolution of The Taming of the Shrew”. PMLA 57 (4):  1009–1038. doi:10.2307/458874. JSTOR 458874. (要購読契約)
- Irace, Kathleen (1994). Reforming the "Bad" Quartos: Performance and Provenance of Six Shakespearean First Editions. Newark, DE: University of Delaware Press. ISBN 978-0-87413-471-1
- Jayne, Sears (Winter 1966). “The Dreaming of the Shrew”. Shakespeare Quarterly 17 (1):  41–46. doi:10.2307/2867603. JSTOR 2867603. (要購読契約)
- Jolly, Margrethe (2014). The First Two Quartos of Hamlet: A New View of the Origins and Relationship of the Texts. Jefferson, NC: McFarland. ISBN 978-0-7864-7887-3
- Kahn, Coppélia (Spring 1975). “The Taming of the Shrew: Shakespeare's Mirror of Marriage”. Modern Language Studies 5 (1):  88–102. doi:10.2307/3194204. JSTOR 3194204. (要購読契約)
- Kahn, Coppélia (1981). Man's Estate: Masculine Identity in Shakespeare. Oakland, CA: University of California Press. ISBN 978-0-520-03899-8
- Kelly, Philippa (2013). “What Women Want: The Shrew's Story”. In Shaw, Jan; Kelly, Philippa; Semler, L.E.. Storytelling: Critical and Creative Approaches. Basingstoke: Macmillan. ISBN 978-1-137-34994-1
- Kirschbaum, Leo (January 1938). “A Census of Bad Quartos”. The Review of English Studies 14 (53):  20–43. doi:10.1093/res/os-14.53.20 2014年12月7日閲覧。. (要購読契約)
- Kolin, Phillip C. (1993). Shakespeare and Feminist Criticism: An Annotated Bibliography and Commentary. New York, NY: Garland. ISBN 978-0-8240-7386-2
- Korda, Natasha (2002). Shakespeare's Domestic Economies: Gender and Property in Early Modern England. Philadelphia, PA: University of Pennsylvania Press. ISBN 978-0-8122-3663-7
- Krims, Marvin Bennett (2006). The Mind According to Shakespeare: Psychoanalysis in the Bard's Writing. Santa Barbara, CA: Praeger. ISBN 978-0-275-99081-7
- Leggatt, Alexander (2005) [1st pub. 1973]. Shakespeare's Comedy of Love. London: Routledge. ISBN 978-0-415-48914-0
- Loftus Ranald, Margaret (Autumn 1994). “The Performance of Feminism in The Taming of the Shrew”. Theatre Research International 19 (3):  214–225. doi:10.1017/S0307883300006623 2015年1月4日閲覧。. (要購読契約)
- Makaryk, Irene R. (1982). “Soviet Views of Shakespeare's Comedies”. Shakespeare Studies 15:  281–313 2014年12月7日閲覧。. (要購読契約)
- Marcus, Leah S. (Summer 1991). “Levelling Shakespeare: Local Customs and Local Texts”. Shakespeare Quarterly 42 (2):  168–178. doi:10.2307/2870546. JSTOR 2870546. (要購読契約)
- Marcus, Leah S. (1996). Unediting the Renaissance: Shakespeare, Marlow, Milton. London: Routledge. ISBN 978-0-415-10053-3
- Marowitz, Charles (1978). The Marowitz Shakespeare. London: Marion Boyers. ISBN 978-0-7145-2650-8
- McDonald, Russ (2001). The Bedford Companion to Shakespeare: An Introduction with Documents. Basingstoke: Macmillan. ISBN 978-0-312-24880-2
- Mincoff, Marco (August 1973). “The Dating of The Taming of the Shrew”. English Studies 54 (6):  554–565. doi:10.1080/00138387308597588 2014年12月7日閲覧。. (要購読契約)
- Moore, William H. (Winter 1964). “An Allusion in 1593 to The Taming of the Shrew?”. Shakespeare Quarterly 15 (1):  55–60. doi:10.2307/2867956. JSTOR 2867956. (要購読契約)
- Morozov, Mikhail M. (1947). Shakespeare on the Soviet Stage. Translated by David Magarshack. London: Open Library
- Muir, Kenneth (2005) [1st pub. 1977]. The Sources of Shakespeare's Plays. London: Routledge. ISBN 978-0-415-48913-3
- Onions, C.T. (1986) [1953]. A Shakespeare Glossary. Enlarged and Revised by Robert D. Eagleson. Oxford: Oxford University Press. ISBN 978-0-19-812521-1
- Orlin, Lena Cowen (1993). “The Performance of Things in The Taming of the Shrew”. The Yearbook of English Studies 23:  167–188. doi:10.2307/3507979. JSTOR 3507979. (要購読契約)
- Rackin, Phyllis (2005). Shakespeare and Women. Oxford Shakespeare Topics. Oxford: Oxford University Press. ISBN 978-0-19-818694-6
- Rebhorn, Wayne A. (February 1995). “Petruchio's "Rope Tricks": The Taming of the Shrew and the Renaissance Discourse of Rhetoric”. Modern Philology 92 (3):  294–327. doi:10.1086/392250. JSTOR 438782.
- Richmond, Hugh Macrae (2002). Shakespeare's Theatre: A Dictionary of His Stage Context. London: Continuum. ISBN 978-0-8264-7776-7
- Rutter, Carol (1988). Clamorous Voices, Shakespeare's Women Today with Sinead Cusack, Paola Dionisotti, Fiona Shaw, Juliet Stevenson and Harriet Walter. London: The Women's Press. ISBN 978-0-7043-4145-6
- Rutter, Carol (1997). “Kate, Bianca, Ruth and Sarah: Playing the Woman's Part in The Taming of the Shrew”. In Collins, Michael J.. Shakespeare's Sweet Thunder: Essays on the Early Comedies. Newark, DE: University of Delaware Press. pp. 176–215. ISBN 978-0-87413-582-4
- Saccio, Peter (1984). “Shrewd and Kindly Farce”. Shakespeare Survey 37:  33–40. doi:10.1017/CCOL0521267013.004. ISBN 978-1-139-05314-3 2014年12月8日閲覧。. (要購読契約)
- Schneider, Gary (Spring 2002). “The Public, the Private, and the Shaming of the Shrew”. Studies in English Literature, 1500–1900 42 (2):  235–258. doi:10.1353/sel.2002.0019. JSTOR 1556113. (要購読契約)
- Seronsy, Cecil C. (Winter 1963). “Supposes as the Unifying Theme in The Taming of the Shrew”. Shakespeare Quarterly 14 (1):  15–30. doi:10.2307/2868133. JSTOR 2868133. (要購読契約)
- Shapiro, Michael (1993). “Framing the Taming: Metatheatrical Awareness of Female Impersonation in The Taming of the Shrew”. The Yearbook of English Studies 23:  143–166. doi:10.2307/3507978. JSTOR 3507978. (要購読契約)
- Sloan, LaRue Love (September 2004). “"Caparisoned like the horse": Tongue and Tail in Shakespeare's The Taming of the Shrew”. Early Modern Literary Studies 10 (2):  1–24.  オリジナルの12 May 2014時点におけるアーカイブ。 2014年12月8日閲覧。.
- Shroeder, John W. (October 1958). “The Taming of a Shrew and The Taming of the Shrew: A Case Reopened”. Journal of English and Germanic Philology 57 (3):  424–443. JSTOR 27707121. (要購読契約)
- Shroeder, John W. (Spring 1959). “A New analogue and possible sources for The Taming of the Shrew”. Shakespeare Quarterly 10 (2):  251–255. doi:10.2307/2866947. JSTOR 2866947. (要購読契約)
- Speaight, Robert (1973). Shakespeare on the Stage: An Illustrated History of Shakespearian Performance. London: Collins. ISBN 978-0-316-80500-1
- Taylor, Gary (1997) [1987]. “The Canon and Chronology of Shakespeare's Plays”. In Wells, Stanley; Taylor, Gary. William Shakespeare: A Textual Companion (Revised ed.). Oxford: Oxford University Press. ISBN 978-0-393-31667-4
- Tillyard, E.M.W. (1992) [1st pub. 1965]. Shakespeare's Early Comedies. London: The Athlone Press. ISBN 978-0-485-30015-4
- Tolman, Alfred (November 1890). “Shakespeare's Part in The Taming of the Shrew”. PMLA 5 (4):  201–278. JSTOR 456255.
- Wentersdorf, Karl P. (January 1954). “The Authenticity of The Taming of the Shrew”. Shakespeare Quarterly 5 (1):  11–32. doi:10.2307/2866523. JSTOR 2866523. (要購読契約)
- Wentersdorf, Karl P. (Spring 1978). “The Original Ending of The Taming of the Shrew: A Reconsideration”. Studies in English Literature, 1500–1900 18 (2):  201–215. doi:10.2307/450357. JSTOR 450357. (要購読契約)
- Wells, Stanley; Taylor, Gary, eds (1997) [1987]. William Shakespeare: A Textual Companion (Revised ed.). Oxford: Oxford University Press. ISBN 978-0-393-31667-4
- West, Michael (1974). “The Folk Background of Petruchio's Wooing Dance: Male Supremacy in The Taming of the Shrew”. Shakespeare Studies 7:  65–73.
- Williams, Gordon (2006) [1997]. Shakespeare's Sexual Language: A Glossary (2nd ed.). London: Continuum. ISBN 978-0-8264-9134-3